# Andreï Voznessenski
Pour les articles homonymes, voir Voznessenski.
Andreï Andreïevitch Voznessenski (en russe : Андрей Андреевич Вознесенский) est un poète soixantard soviétique puis russe né le 12 mai 1933 à Moscou et mort le 1er juin 2010,,. 
En 1978, il reçoit la récompense la plus prestigieuse de l'Union soviétique, le prix d'État de l'URSS, pour le recueil Maître verrier.

## Biographie
Né le 12 mai 1933 à Moscou, Voznessenski passe sa prime enfance à Kirjatch dans l'oblast de Vladimir. Pendant la Grande Guerre patriotique, avec sa mère, il est évacué à Kourgan.  
En 1943, il retourne à Moscou et sera scolarisé à l'école pour garçons n° 554, où il avait pour camarade de classe Andreï Tarkovski. À cette époque, il vit à Zamoskvoretchie.
À l'âge de 14 ans, Andreï Voznessenski envoie ses poésies à Boris Pasternak qui le reçoit et qui devient son mentor. Toutefois, son maître et poète préféré est Vladimir Maïakovski. Il est introduit dans les cercles culturels moscovites.
Tout en poursuivant sa carrière de poète il suit des études à l'Institut d'architecture de Moscou dont il sort diplômé en 1957.
Son premier recueil, Mosaïque, est publié à Vladimir en 1960. Le deuxième recueil, Parabole, est publié presque simultanément à Moscou. En 1960, Voznessenski est admis à l'Union des écrivains soviétiques. En december 1962, il s'affronte à Nikita Khrouchtchev, secrétaire général du Parti lors d'une réunion sur la culture au Kremlin. Critiqué pour des « positions antiparti » et « antisoviétiques », Voznessenski est hué par une partie de la salle remplie d'apparatchiks. Il rencontre sa seconde femme Zoïa Bogouslavaskaïa lors du buffet. Il se cache pendant près d'une année. Dans ses mémoires post-soviétiques, Voznessenski déclare ne pas en vouloir à Khrouchtchev qui a « rendu des hommes à la liberté.»
En 1976, une planète mineure fut nommée en son honneur.
En 1978, son recueil Maître verrier (Витражных дел мастер) est récompensé par le prix d'État de l'URSS.
Il apparaît (caméo) dans le film Moscou ne croit pas aux larmes de Vladimir Menchov en 1979.
Il décède à son domicile à Moscou le 1er juin 2010. Sa mort est annoncée par Guennadi Ivanov, secrétaire de l'Union des écrivains russes. Le président Dmitri Medvedev et le premier ministre Vladimir Poutine envoient des lettres de condoléances à la veuve du poète. Il est inhumé au cimetière de Novodievitchi.

## Recueils
- Mosaïque (Мозаика), 1960
- Parabole (Парабола), 1960
- Les Anti-mondes (Антимиры), 1964
- La Poire triangulaire (Треугольная груша), 1962
- Mon journal préféré (Мой любовный дневник), 1966
- Le Cœur d'Achille (Ахиллесово сердце),1966
- Poésies (Стихи), 1967
- L'ombre du son (Тень звука), 1970
- Le Regard (Взгляд), 1972
- Libère l'oiseau (Выпусти птицу), 1974
- Une feuille de chêne de violoncelle (Дубовый лист виолончельный), 1975
- Maître verrier (Витражных дел мастер), 1976
- La Tentation (Соблазн), 1978
- Paroles sélectionnées (Избранная лирика), 1979
- Inexplicable (Безотчётное), 1981
- Lumière d'Iversky (Иверский свет), 1984
- Contremaîtres de l'Esprit (Прорабы духа), 1984
- Axiome de la découverte de soi (Аксиома самоиска), 1990
- RUSSIE POÉSIE (РОССIЯ POESIA), 1991
- Vidéomes (Видеомы), 1992
- La divination par le livre (Гадание по книге), 1994
- Je ne renierai pas (Не отрекусь), 1996
- Casino « Russie » (Casino «Россия») (1997)
- Dans le vent virtuel (На виртуальном ветру), 1998
- Stradivarius de la compassion (Страдивари сострадания), 1999
- Crise horrible Super Star (Жуткий Crisis Супер стар), 1999
- Fille avec piercing (Девочка с пирсингом), 2000
- Lyrique (Лирика), 2000
- Ma Russie (Моя Россия), 2001
- Shar-Peï (Шар-Пей), 2001
- Obscurimère (Тьмать), 2008
- Iambes et bliambes (Ямбы и блямбы), 2010